# Драган Чович
Драган Чович (на хърватски: Dragan Čović) е хърватски политик, хърватски член на председателството на Босна и Херцеговина от 17 ноември 2014 до 20 ноември 2018 г.

## Биография
Роден е на 20 август 1956 г. в Мостар, Югославия (дн. Босна и Херцеговина). Възпитаник е на Сараевския университет.